# دينيس بوانغا
دينيس بوانغا (بالفرنسية: Denis Bouanga) (مواليد 11 نوفمبر 1994) هو لاعب كرة قدم فرنسي من أصول غابونية، ويلعب في مركز وسط الملعب لصالح نادي تور.
استدعي بوانغا لأول مرة لمنتخب الغابون لكرة القدم في مباراته أما منتخب موريتانيا يوم 28 مايو 2016. كما كان ضمن قائمة منتخب الغابون في كأس الأمم الأفريقية لكرة القدم 2017.

## روابط خارجية
- دينيس بوانغا على موقع رابطة كرة القدم الفرنسية للمحترفين (الإنجليزية)
- دينيس بوانغا على موقع الدوري الأمريكي (الإنجليزية)
- دينيس بوانغا على موقع قاعدة بيانات كرة القدم.إي يو (الإنجليزية)
- دينيس بوانغا على موقع ليكيب (الفرنسية)
- دينيس بوانغا على موقع ناشيونال فوتبول تيمز (الإنجليزية)
- دينيس بوانغا على موقع Soccerway.com (الإنجليزية)
- دينيس بوانغا على موقع عالم كرة القدم.نت (الإنجليزية)
- دينيس بوانغا على موقع AS.com (الإسبانية)